# Hippopus hippopus
Hippopus hippopus  (лат.) — морской двустворчатый моллюск из семейства сердцевидок. Среди коллекционеров морских раковин известен под названием морское копыто.

## Описание
Створки раковины до 42 см в длину, но обычно около 18 см, с толстыми стенками. Внешняя сторона раковины с красноватыми полосами. Мантия зеленоватого или коричневатого цвета.

## Ареал
Обитают в тропических водах восточной части Индийского и западной Тихого океанов от побережья Бирмы и Таиланда на юг до Австралии и на восток до островов Вануату. Ранее встречались также у берегов Тонга, Фиджи, Японии (острова Рюкю), Самоа, Северных Марианских островов, Тайваня и острова Гуам, но к настоящему времени в этих местах уже исчезли. Населяют песчаные и щебнистые участки морского дна на внешних склонах коралловых рифов на глубине до 20 м. Встречаются также среди скоплений водорослей.

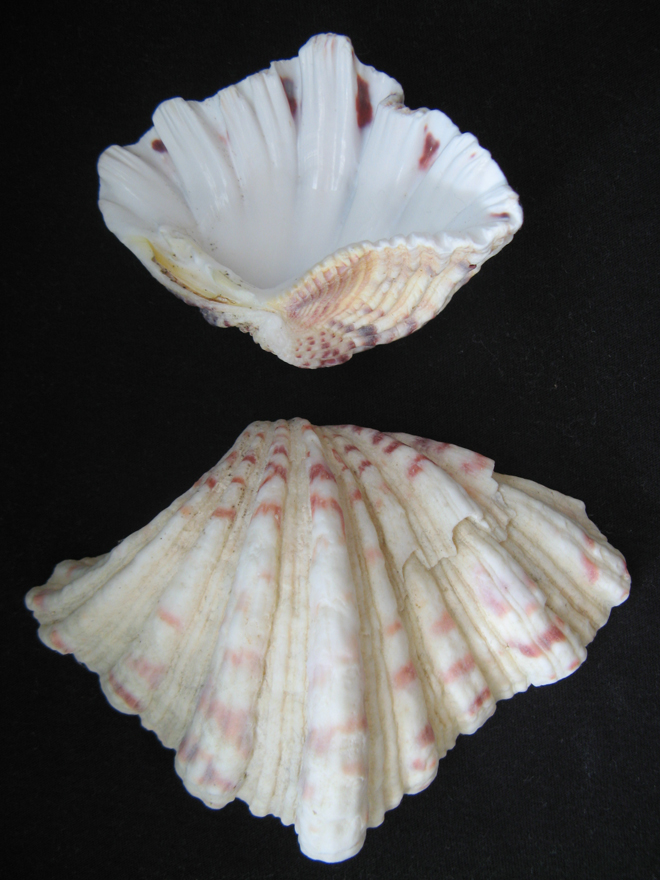
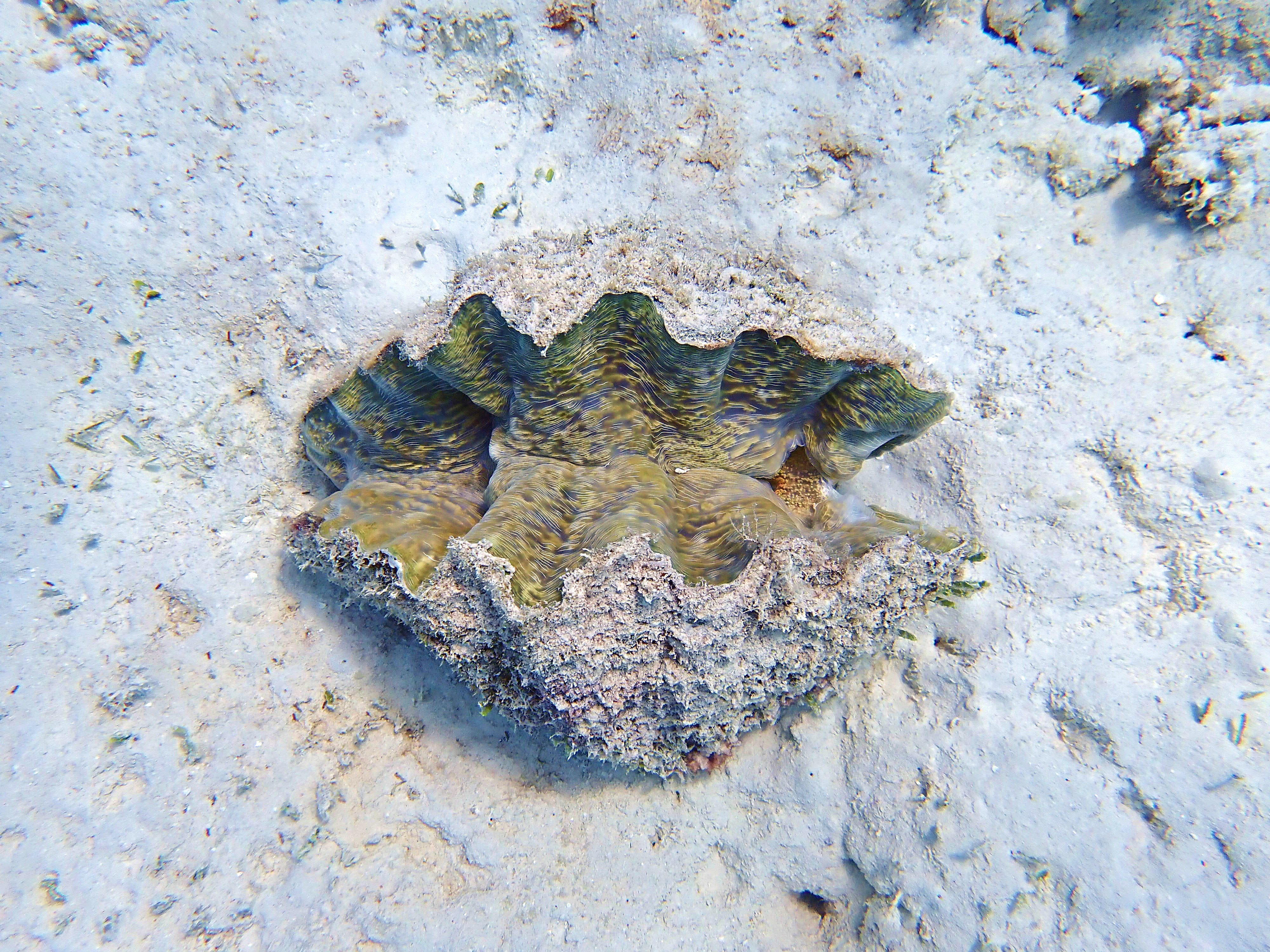

## Размножение
Первые два-три года жизни все моллюски H. hippopus являются самцами. Ко времени достижения половой зрелости в возрасте 3—5 лет при длине 13—15 см у них развиваются репродуктивные органы, позволяющие им вырабатывать как сперматозоиды, так и яйцеклетки, и моллюски становятся гермафродитами. Нерестятся в июне, выметывая половые продукты в окружающую воду, где происходит внешнее оплодотворение.

## Симбиоз
Моллюски H. hippopus имеют симбиотические отношения с водорослями, которые живут в их мантии. Водоросли поставляют в кровь моллюсков углеводы, произведенные в процессе фотосинтеза, используя взамен некоторые вещества, выделяемые последними как отходы метаболизма.

## Охрана
Моллюск H. hippopus внесен в Приложение ІІ CITES. Запрещен его экспорт с островов Палау и коммерческий промысел на Маршалловых островах.